# ظهرة المبرع (حزم العدين)

تعديل مصدري - تعديل

ظهرة المبرع محلة تابعة لقرية ذي نشمة، التابعة لعزلة بني سليمان بمديرية حزم العدين إحدى مديريات محافظة إب في الجمهورية اليمنية، بلغ تعداد سكانها 134 حسب تعداد اليمن لعام 2004.